# Сан Лоренцо (Перуђа)
Сан Лоренцо је насеље у Италији у округу Перуђа, региону Умбрија.
Према процени из 2011. у насељу је живело 231 становника. Насеље се налази на надморској висини од 216 м.